# George de Cambridge (1819-1904)
Pour les autres membres de la famille, voir Maison de Hanovre.
Le prince George William Frederick Charles, duc de Cambridge (26 mars 1819, Hanovre - 17 mars 1904, Londres), est un prince britannique, commandant en chef des forces de l'Armée britannique de 1856 à 1895.

## Biographie
Fils du prince Adolphe de Cambridge (fils du roi George III du Royaume-Uni) et de la princesse Augusta de Hesse-Cassel, il est baptisé le 11 mai 1819 à Hanovre. Son parrain est son oncle le prince régent, futur roi George IV, et sa marraine sa tante Charlotte, reine consort de Wurtemberg.
Il suivit la carrière des armes et devient major-général en 1845. Il reçoit le titre de duc de Cambridge en 1850.
Il est grand-maître de l'Ordre de Saint-Michel et Saint-Georges de 1850 à 1904 et président du Foundling Hospital de 1851 à 1904.

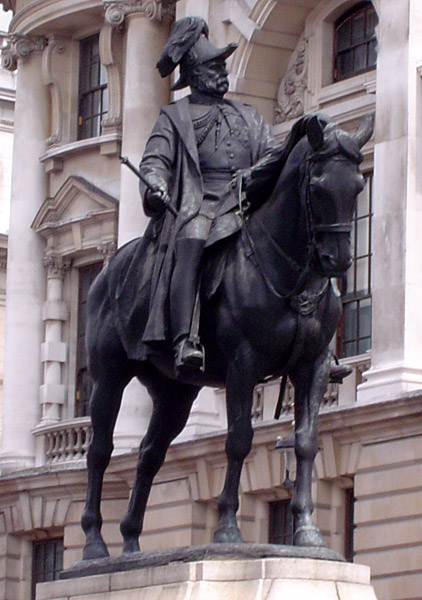
Statue équestre du duc de Cambridge à Londres.

Lieutenant-général en 1854, il est commandant en chef des forces de l'Armée britannique de 1856 à 1895. Il est fait Field marshal en 1864.
En 1893, sa nièce , la princesse Mary de Teck épouse le futur roi Georges V du Royaume-Uni.

## Sources
- (en) Cet article est partiellement ou en totalité issu de l’article de Wikipédia en anglais intitulé « Prince George, Duke of Cambridge » (voir la liste des auteurs).